# حارة الريشة (صنعاء همدان)
حارة الريشة هي إحدى حارات حي وسط ضلاع بضواحي صنعاء مديرية همدان، بلغ تعداد سكانها 153 نسمة حسب تعداد اليمن لعام 2004.